# Farming Simulator
Farming Simulator este o serie de jocuri creată de Giants Software. Locațiile din joc sunt bazate pe terenuri reale din Statele Unite și Europa. Jucătorii pot practica agricultura și se pot dezvolta din punct de vedere financiar, prin cumpărarea/vinderea utilajelor, a terenurilor și a animalelor. De la lansarea primei variante, în 2008, și până în 2014, jocul s-a vândut în peste patru milioane de exemplare pe mai multe platforme.
- Farming Simulator 2008 a fost lansat la 14 aprilie 2008.[13]
- Farming Simulator 2009 a fost lansat la 28 august 2009.[14]
- Farming Simulator 2011 a fost lansat la 29 octombrie 2010.[15]
- Farming Simulator 2013 a fost lansat la 25 octombrie 2012.[9]
- Farming Simulator 14 a fost lansat la 18 noiembrie 2013.[16]
- Farming Simulator 15 a fost lansat la 30 octombrie 2014.[17]
- Farming Simulator 16 a fost lansat la 8 mai 2015.
- Farming Simulator 17 a fost lansat la 25 octombrie 2016.[18]
- Farming Simulator 18 a fost lansat la 6 iunie 2017.
- Farming Simulator 19 a fost lansat la 19 noiembrie 2018.
- Farming Simulator 20 a fost lansat la 3 decembrie 2019.
- Farming Simulator 22 a fost lansat pe 22 noiembrie 2021. Pe 15 noiembrie 2022 s-a lansat Platinum Expansion. Aceasta include peste 40 de noi utilaje de pădure și o nouă hartă (Silverrun Forest). Pe 14 noiembrie 2023 s-a lansat o nouă expansiune numită Premium Expansion, aceasta conține peste 35 de noi utilaje și unelte, trei noi culturi (morcovi, păstârnac și sfeclă roșie) și o nouă hartă (Zielonka).
- Farming Simulator 23 a fost lansat pe 23 mai 2023. Este cel mai complex joc de agricultură de pe IOS, Android și Nintendo Switch. Jocul este actualizat constat, adăugându-se noi utilaje și culturi. De asemenea, s-au rezolvat multe bug-uri, glitch-uri și altele.
- Farming Simulator 25 s-a lansat pe 12 noiembrie 2024. Este cel mai nou joc din seria Farming Simulator. Acesta este disponibil pe PC, PS5 și Xbox Series X|S. În această versiune, pe lângă îmbunătățirea graficii ( umbre mai definite, God rays, texturi mai de înaltă calitate etc.), s-au adăugat:  firme de utilaje noi ( Agrifac, MacDon, International, Skoda, Merlo etc.), culturi noi ( orez, orez cu bob lung, spanac, mazăre, fasole verde și cele din FS22 Premium Edition), animale noi ( bivoli de apă, capre) și multe altele.

## Farming Simulator 2008 (Un "Beta" al Farming Simulator 2009)
Jocul a dezvoltat în 2008, fiind primul joc din franciză. În acea vreme, jocul nu a fost foarte apreciat, deoarece nu avea multe acțiuni de făcut. În total sunt în joc:
- 3 tractoare Fendt, 2 combine Fendt, un cultivator, un semănător, 2 Headere, 2 cositori, un plug și 3 remorci;
- câteva misiuni;
- o hartă cu detalii medii;
- 4 tipuri de cereale: grâu, rapiță, orz și iarbă.

#### Mitul "Podul Fără Limită"
Pe hartă există un pod care este neterminat, dar se găsește un panou în care se pot afla detalii despre finalizarea podului, pe care scrie că podul va fi finalizat în anul 2009. Cei de la Giants au vrut să lărgească harta în FS 2009, dar, din motive necunoscute, podul a dispărut în Farming Simulator 2009 și este prezent un șantier. Dezvoltatorii, în schimb, au făcut hartă mai detaliată, împărțind unele terenuri arabile în mai multe parcele, în care jucătorul poate să cultive plante.

## Farming Simulator 2009 (Gold)
Jocul a fost lansat în anul 2009 de către Giants. A fost mult mai îndrăgit de jucători decât vechea versiune.